# Jan Sipkema

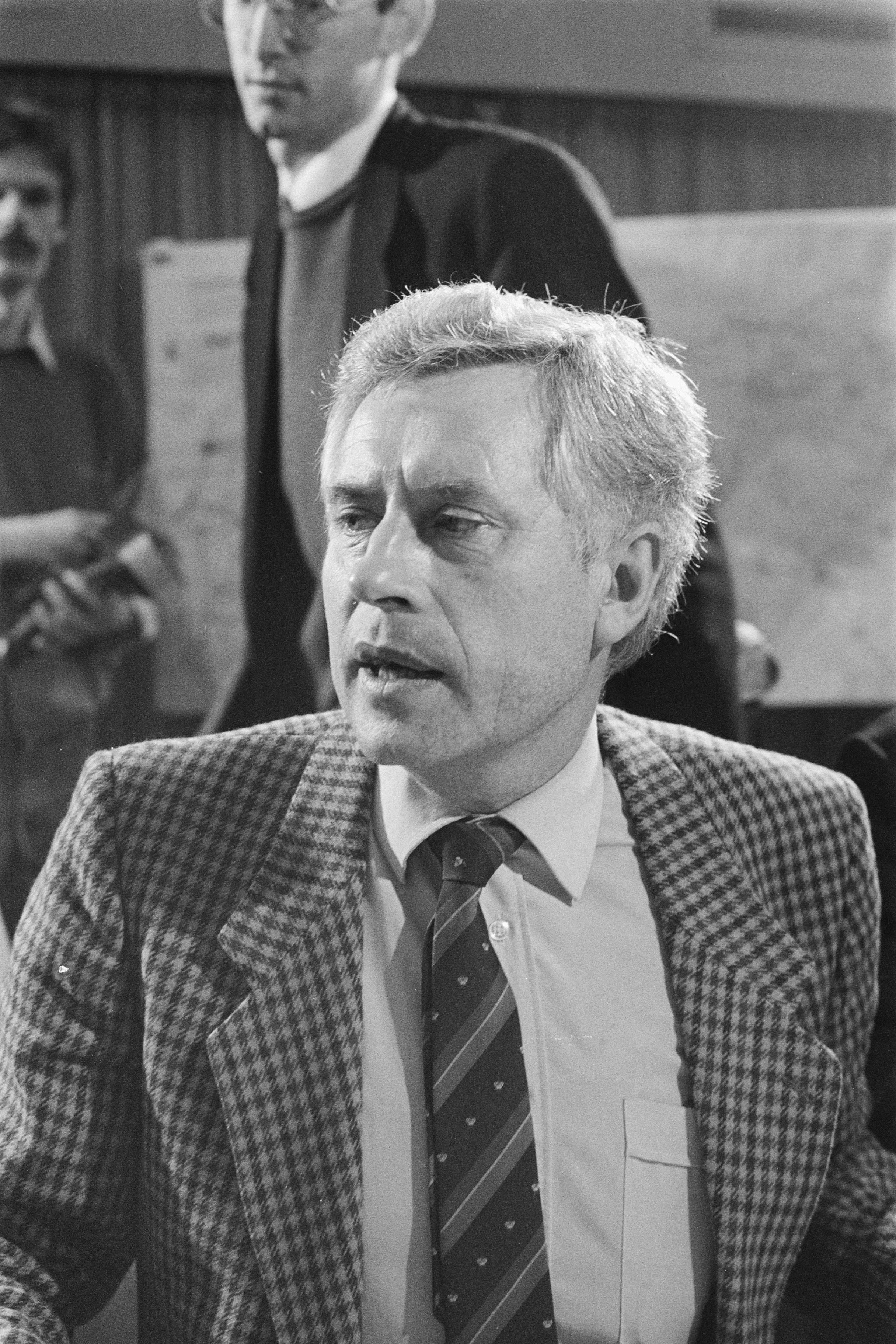
Jan Sipkema in 1985

Jan Sjouke Sipkema (Goor, 10 maart 1933 – Bentveld, 12 mei 2008) was een Nederlandse sportbestuurder. Hij was voorzitter van de Vereniging De Friesche Elf Steden en leidde deze schaatsorganisatie van 1985 tot 1994.

## Levensloop
Na een loopbaan bij de wegenbouwer Heijmans keerde Ir. Jan Sipkema terug naar Friesland en werd hij in 1982 benoemd tot hoofdingenieurdirecteur van de Provinciale Waterstaat. Hij vervulde deze functie tot 1 januari 1993 en voerde een reorganisatie door, wat hem niet even gemakkelijk afging. In zijn functie kon hij vaarverboden voor de elfstedenroute afkondigen als de ijsgang daartoe aanleiding gaf; als dat gebeurde was heel schaatsminnend Nederland in rep en roer.

## Elfstedentocht

### Als schaatser
Jan Sipkema reed de Elfstedentocht zelf twee keer uit als wedstrijdrijder. In 1954, op 3 februari, kwam hij als 51e over de eindstreep en ontving het felbegeerde kruisje. Ook aan de twaalfde Elfstedentocht, op 18 januari 1963, deed hij mee. Hij reed de extreem zware tocht uit, maar hij kreeg geen kruisje, aangezien hij meer dan anderhalf uur na de winnaar, Reinier Paping, binnenkwam.

### Als voorzitter
In 1983 trad hij toe tot het bestuur van de Vereniging de Friesche Elf Steden en in 1985 werd hij voorzitter als opvolger van Jan Kuperus. De vereniging had vanwege het gebrek aan het juiste winterweer al sinds lange tijd geen tocht meer uitgeschreven.
Maar op 18 februari 1985 sprak hij de inmiddels legendarische woorden It sil heve. Dat betekende dat er voor het eerst sinds 22 jaar weer een Elfstedentocht zou plaatsvinden en wel op 21 februari. Winnaar werd Evert van Benthem.
Onder zijn voorzitterschap werd de Tocht der tochten ook verreden op 26 februari 1986. Er ontstond dat jaar een conflict, toen kroonprins Willem Alexander zonder medeweten van Jan Sipkema werd uitgenodigd om de tocht ook te schaatsen.
Bij zijn afscheid als voorzitter van de vereniging op 9 december 1994 werd hij benoemd tot officier in de Orde van Oranje-Nassau en tot erelid van de vereniging. Hij werd opgevolgd door Henk Kroes.
De laatste jaren van zijn leven leed hij aan de ziekte van Parkinson. Hij was tijdens zijn laatste levensmaanden opgenomen in een verpleegtehuis in Noord-Holland. Jan Sipkema overleed op 75-jarige leeftijd. Hij werd gecremeerd in het Crematorium Velsen te Driehuis.